# Fallhütte (Nürnberg)
Fallhütte ist eine Wüstung im Statistischen Bezirk 11 der kreisfreien Stadt Nürnberg.

## Geographie
Die Einöde befand sich auf einer Höhe von 316 m ü. NHN auf freier Flur. Im Südosten grenzte ein Waldgebiet an. 1 km östlich befand sich der Dutzendteich und der Ort Dutzendteich, 0,5 km westlich Lichtenhof, 0,25 km nördlich Bleiweiß. An ihrer Stelle befindet sich heute die T-Kreuzung Wodanstraße/Holzgartenstraße.

## Geschichte
1440 wurde für die Reichsstadt Nürnberg erstmals ein „Huntslaher“ bezeugt. Seine Aufgabe war es, die toten Tierkadaver zu entsorgen und herumstreunende Hunde zu jagen und zu töten. Das „hunstlahers wonnhaus und sein werckhaüslein“ lag am Walde vor dem Frauentor. 1732 wurde das Anwesen erstmals  „Fallhauß“ genannt, davor nannte man es den Hundshof oder des Hundschlagers Haus.
Gegen Ende des 18. Jahrhunderts bestand Fallhütte aus einem Anwesen. Das Hochgericht übte die Reichsstadt Nürnberg aus, was aber von den brandenburg-ansbachischen Oberämtern Cadolzburg und Burgthann bestritten wurde. Grundherr war das Waldamt Laurenzi der Reichsstadt Nürnberg.
Im Rahmen des Gemeindeedikts wurde Fallhütte dem 1808 gebildeten Steuerdistrikt Gleißhammer und der im selben Jahr gegründeten Ruralgemeinde Gleißhammer zugeordnet. 1899 wurde Fallhütte mit Gleißhammer nach Nürnberg eingemeindet.

### Einwohnerentwicklung
| Jahr      | 001818 | 001824 | 001836 | 001840 | 001861 | 001871 | 001885 |
| Einwohner | 17     | 9      | 10     | 10     | 19     | 13     | 43     |
| Häuser    | 3      | 2      | 2      | 2      |        |        | 3      |
| Quelle    | [ 7 ]  | [ 5 ]  | [ 8 ]  | [ 9 ]  | [ 10 ] | [ 11 ] | [ 12 ] |

## Religion
Fallhütte war seit der Reformation  evangelisch-lutherischer geprägt und ursprünglich nach St. Lorenz (Nürnberg) gepfarrt, später nach St. Peter (Nürnberg).